# Chanter -キミの歌がとどいたら-
『Chanter. -キミの歌がとどいたら-』（シャンテ きみのうたがとどいたら）は、2006年10月27日にTeriosより発売された恋愛アドベンチャーゲームである。

2007年8月30日には、PlayStation 2用にコンシューマー移植された『Chanter〜キミの歌がとどいたら＃〜』がインターチャネルより発売された。

## 概要
キャッチコピーは「出会うは別れの始まり、別れは旅立ちの前奏曲―」。学園3年生の主人公の夏休み直前から秋の文化祭を舞台に、友人達との出会いと別れ、思い出作りの日々を描く。

ゲームシステムは、選択肢によって攻略ヒロインが変わる、オーソドックスなアドベンチャー形式となっている。

プレイステーション2版では、PC版でサブキャラクターだった野々原里奈がヒロインに昇格するなど、新たなストーリーやイベントCGが追加されている。

## あらすじ
飯島幹也は、学園3年生ながら将来のことなど何も考えられず、だらだらと腑抜けた毎日を送っていた。夏休みに入り、妹分の桜との再会、雪希との出会いなどがあったものの相変わらずの怠惰な日々。しかし2学期に入り、小さい頃から世話になっていた担任の幸司が突然アメリカへ行くことに。幹也は幼なじみの千歳の見送り企画に巻き込まれ、文化祭へ向けてバンドを組むことになってしまう。昨日までとは打って変わって始まった波瀾万丈の日々。10月2日・文化祭最終日の舞台で、果たして彼らのバンドは幸司へ歌を届けられるのか…？

## 登場人物

### 主人公
飯島 幹也（いいじま みきや）
学園の3年B組在籍。かつては優等生だったが、現在は怠惰な生活を送っている。プラモデルやジグソーパズルが趣味。低血圧で朝に弱く、毎朝のように千歳や桜に叩き起こされている。幼い頃から不仲だった両親は現在離婚しており、幹也は父親方に引き取られたが、その父親が単身赴任したため自宅で一人暮らし。数年前に千歳・幸司・大勝とバンドをやったことがあり、夏休み明けに千歳が企画した、幸司を見送るための文化祭バンドに巻き込まれてしまう。面倒臭さから文化祭委員の仕事やバンドの練習から逃げようとするが、その度に伊吹や千歳に引き戻されている。

### ヒロイン
香坂 千歳（こうさか ちとせ）
声 - みんと
2月17日生まれ。3サイズはB89、W58、H88。
学園3年B組。幹也の幼なじみで同級生。活発で明るく、大食らいで体力勝負な性格で、よく暴力を振るわれる幹也は密かに「蛮族」と呼んでいる。体育は強いが理系科目が苦手。朝は部屋まで行って幹也を叩き起こし、放課後は連日まとわりついて遊んでいるため、2人は周囲から「既婚者」と噂されている。幹也とは声を出さない「ノーボイストーク」で会話ができる。「青春」や「思い出」が大好きで、アメリカへ旅立つ幸司のために文化祭のバンド企画を立ち上げ、強引にメンバーを集め始める。
綾瀬 伊吹（あやせ いぶき）
声 - 涼森ちさと
6月6日生まれ。3サイズはB86、W57、H88。
学園3年A組。真面目で成績優秀な生徒会長だが、運動は苦手。ハーブに詳しく、彼女が淹れるハーブティーは絶品。かつては成績トップを争うライバルだった幹也が怠惰を貪っているため、顔を合わせる度に説教している。朝の校門での遅刻者チェックを始め、生徒会の仕事に粉骨砕身しており、幹也は彼女が生徒指導用に持ち歩く水鉄砲で撃たれることもしばしば。幹也が文化祭に向けて実行委員やバンドを始めたことを喜んでおり、生徒会の用事も多数言いつけている。
吉住 琴子（よしずみ ことこ）
声 - AYA
1月19日生まれ。3サイズはB79、W55、H83。
学園3年A組。人懐っこく、ざっくばらんな性格。幹也とは千歳を通じて知り合い、ときどき放課後に遊んだりする仲。生徒会長の伊吹とはクラスメイトだが、「得意教科は社会勉強」（＝遊び）と言い放ち、真面目な雰囲気のクラスの中で浮いている。運動神経抜群で運動部の助っ人として活躍しているが、幹也にはよく「ぺったんこ」と言われ、本人もスレンダー体型をかなり気にしている。
野々原 雪希（ののはら ゆき）
声 - 佐本二厘
10月26日生まれ。3サイズはB84、W50、H80。
学園3年C組。今時珍しい清楚な美少女で、無口であまりしゃべらない。家庭の事情でよく新堂家に世話になっている。夏休み中は幹也とそこそこ話していたものの、2学期が始まってからはなかなかしゃべらなくなってしまった。C組の文化祭委員で、幹也が委員になる前はB組の分の仕事をフォローしていた。ぬいぐるみや少女マンガなどかわいい物が好きで、キーホルダーの犬のぬいぐるみを「シナちゃん」と呼んで大事にしている。
新堂 桜（しんどう さくら）
声 - 茶谷やすら
5月19日生まれ。3サイズはB84、W53、H85。
学園2年生。幹也や千歳の幼なじみで、クラス担任・幸司の娘。幹也のことを「お兄ちゃん」と呼んで甘えてくる。幼い頃は近所に住んでいて、幹也・千歳とよく遊んでいた。その後母親・清美の目の治療のため母子で引っ越したが、夏休みにこの街に戻り、再び家族3人で暮らせることを喜んでいる。料理など家事は得意で、目が不自由な清美をフォローしている。
野々原 里奈（ののはら りな）
声 - 星咲イリア
12月10日生まれ。3サイズはB84、W52、H84。
雪希の妹で学園2年生。姉と対照的に元気でおしゃべり。物事をあまり深く考えない性格で、思ったことがすぐに口に出てしまう。野々原家を訪ねた幹也と出会って「直感」で好きになったらしく、その後積極的にアプローチしてくる。雪希のことを「あの人」とよそよそしく呼ぶなど、冷たく当たっている。
PC版ではサブキャラクターだったが、プレイステーション2版でヒロインに昇格した。

### サブキャラクター
新堂 幸司（しんどう こうじ）
声 - 間寺司
桜の父親で、幹也のクラス担任。普段は普通に会話するが、生徒指導として壇上で訓示する時は、あまりに滑るジョークに倒れる生徒が出る。また桜を溺愛しており、娘を心配して暴走する。地元に長く住んでいて、幹也とは子どもの頃からの付き合い。プラモデルにはまっており、自宅の離れの庵で幹也とよくプラモ作りをしている。
新堂 清美（しんどう きよみ）
声 - 松田理沙
桜の母親。おっとり優しい美人だが、作る魔料理は家族以外を悶絶させる。目が不自由なので現在療養中で、娘の桜がいろいろ世話をしている。新堂家は親子3人で家族愛が強く、幹也はそのアットホームな雰囲気になかなか慣れない。
裸野 大勝（はだかの たいしょう）
幸司の友人で、流浪のドラマー。スティック2本だけを頼りに日本中を放浪している。かつて幹也・千歳・幸司と共にバンドを組んで、楽器を教えた。千歳には「たま兄」と呼ばれている。
野々原の父
雪希と里奈の父親。大柄で寡黙だが誠実な人物。
吉住の母
琴子の母親。線が細く儚げで病気がち。
香坂 怜子（こうさか れいこ）
千歳の母親。モデル系の美形（会話中に名前が出てくるだけで、立ち絵・声なし）。

## スタッフ
- 原画 - 土代昭治
- シナリオ - 田中ロミオ、日野亘、火々野未完、平平平平
- ディレクター - 松島詩史

## 主題歌
オープニングテーマ「a piacere」
作詞・歌 - KOTOKO / 作曲・編曲 - 高瀬一矢（I've）
エンディングテーマ「Harmony〜僕の歌がとどいたなら〜」
作詞・歌 - 佐藤ひろ美 / 作曲・編曲 - 藤田淳平（Elements Garden）
※PC版の予約特典CD『MAINTHEME SONGS』に、両曲のフルバージョンとインストゥルメンタルが収録されている。